# Jehuda Löw ben Becalel

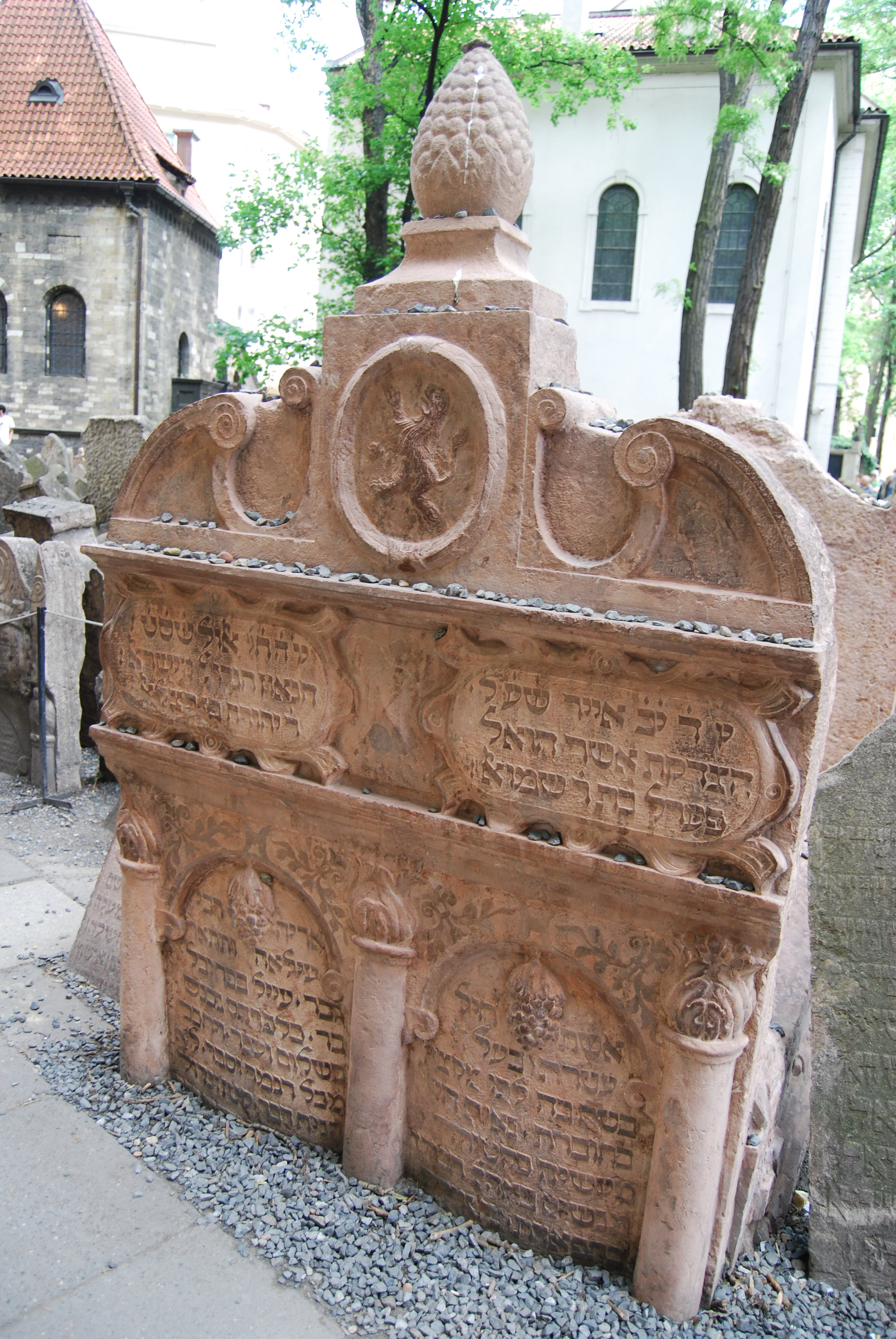
Nagrobek rabina Jehudy ben Becalela na Starym Cmentarzu Żydowskim w Pradze, stan z 2009 r.

Jehuda Löw ben Becalel (hebr. יהודה ליווא בן בצלאל) zwany MaHaRaL (hebr. מהר"ל) z Pragi – „Moreinu Ha-Rav Löw” – Nasz Nauczyciel Rabbi Lew, „Der Hohe Rabbi Loew” – Wielki Rabin Loew (ur. ok. 1520 w Poznaniu, zm. 1609 w Pradze) – żydowski uczony rabiniczny, talmudysta, filozof, mistyk, kabalista, alchemik i astrolog oraz matematyk.

## Życiorys
Urodził się w znanej rabinackiej rodzinie, jego starszy brat Sinaj także był rabinem Nikolsburga (Mikulova), a ich stryj Jaakow Loew był naczelnym rabinem Rzeszy. Pobierał nauki w szkole talmudycznej w Polsce, po czym przez ponad 20 lat był rabinem Nikolsburga, a następnie w 1553 roku został krajowym rabinem Moraw. Ustąpiwszy z tego stanowiska założył w Pradze własną jesziwę, którą kierował przez 11 lat. W 1584 roku został rabinem w Poznaniu. Po złożeniu tej funkcji powrócił do Pragi, by po czterech latach znów zamieszkać w Poznaniu – tym razem jako główny rabin miasta i całej Wielkopolski. W 1598 roku został wybrany na stanowisko głównego rabina Pragi, które pełnił do śmierci. 
Opowiadał się za dostosowaniem sposobu nauczania Tory do wieku ucznia, sprzeciwiał się natomiast wprowadzeniu do programu nauczania przedmiotów świeckich. Był również przeciwnikiem pilpul, opowiadając się za dosłowną interpretacją pism. Stworzony przez niego system filozoficzny opierał się na założeniu, że filozofia potwierdza jedynie prawdy zawarte w religii żydowskiej. Za podstawowy warunek zbawienia ludzkości uważał powrót narodu żydowskiego do Palestyny.
W żydowskich i czeskich legendach jest przedstawiany jako twórca Golema.
Nagrobek rabina został opisany przez Zbigniewa Nienackiego w powieści Pan Samochodzik i tajemnica tajemnic.